# Cotton Factory Club
Il Cotton Factory Club è stata una squadra di calcio etiope di Dire Dawa.

## Storia
La squadra, legata al locale cotonificio, venne fondata nel 1936, epoca in cui l'Etiopia faceva parte dell'Africa Orientale Italiana.
Dall'istituzione del campionato etiope di calcio il Cotton FC ha vinto cinque tornei ed ha partecipato alla prima edizione della Coppa dei Campioni d'Africa, nel 1964, raggiungendone le semifinali, da cui fu estromessa dai maliani dello Stade Malien de Bamako.

## Palmarès

### Competizioni nazionali
- Campionato etiope: 5

1960, 1962, 1963, 1965, 1983

### Altri piazzamenti
- CAF Champions League:

Semifinalista: 1964